# Видаль, Карлос
Ка́рлос Вида́ль (исп. Carlos Vidal; 24 февраля 1902, Вальдивия, Чили — 7 июня 1982, Пенко, Чили) —  чилийский футболист, нападающий, участник чемпионата мира 1930 года.

## Биография
Выступал за клубы «Аудакс Итальяно», «Депортиво Магальянес» и «ФК Лота Швагер». Его дебют в сборной Чили состоялся в 1930 году на чемпионате мира в Уругвае. В первом же матче (соперником чилийцев были мексиканцы) ему удалось дважды отличиться, что помогло чилийцам уверенно победить. За победой во второй игре последовало поражение, и чемпионат был для чилийцев закончен.

В 1935 году Видаль вновь выступал за сборную на матчах Чемпионата Южной Америки. Однако за три проведённых матча ему так ни разу и не удалось отличиться.
| Матчи и голы Карлоса Видаля за сборную Чили | Матчи и голы Карлоса Видаля за сборную Чили | Матчи и голы Карлоса Видаля за сборную Чили | Матчи и голы Карлоса Видаля за сборную Чили | Матчи и голы Карлоса Видаля за сборную Чили | Матчи и голы Карлоса Видаля за сборную Чили | Матчи и голы Карлоса Видаля за сборную Чили |
| ------------------------------------------- | ------------------------------------------- | ------------------------------------------- | ------------------------------------------- | ------------------------------------------- | ------------------------------------------- | ------------------------------------------- |
| №                                           | Дата                                        | Место проведения                            | Соперник                                    | Счёт                                        | Голы                                        | Турнир                                      |
| 1                                           | 16 июля 1930                                | Монтевидео, Уругвай                         | Мексика                                     | 3:0                                         | 2                                           | Чемпионат мира 1930                         |
| 2                                           | 19 июля 1930                                | Монтевидео, Уругвай                         | Франция                                     | 1:0                                         | -                                           | Чемпионат мира 1930                         |
| 3                                           | 22 июля 1930                                | Монтевидео, Уругвай                         | Аргентина                                   | 1:3                                         | -                                           | Чемпионат мира 1930                         |
| 4                                           | 6 января 1935                               | Лима, Перу                                  | Аргентина                                   | 1:4                                         | -                                           | Чемпионат Южной Америки по футболу 1935     |
| 5                                           | 18 января 1935                              | Лима, Перу                                  | Уругвай                                     | 1:2                                         | -                                           | Чемпионат Южной Америки по футболу 1935     |
| 6                                           | 26 января 1935                              | Лима, Перу                                  | Перу                                        | 0:1                                         | -                                           | Чемпионат Южной Америки по футболу 1935     |

Итого: 6 матчей / 2 гола; 2 победы, 0 ничьих, 4 поражения.